# Dammarie-sur-Loing

Dammarie-sur-Loing este o comună în departamentul Loiret din centrul Franței. În 1 ianuarie 2022 avea o populație de 460 de locuitori.